# 艾克·特纳
艾克·特纳（Ike Wister Turner，1931年11月5日—2007年12月12日），美国音乐人，乐队领队，词曲作家。在1950年代，艾克·特纳为摇滚界的领军人物，1960年代，与前妻蒂娜·特纳组成艾克與蒂娜·透娜。1978年，因家暴问题艾克·特纳与蒂娜·特纳离婚。

## 個人生活
艾克·特納一生有十四次婚姻，其中最著名並且維持最久的是蒂娜·特納。也有六個孩子。
艾克在1980年代因為私藏毒品和軍火而屢次遭到警方逮捕。